# 脊振村
脊振村（せふりむら）は、佐賀県の北部、神埼郡にあった山村である。村の名は、脊振山地の最高峰、脊振山にちなむ。
県内最後の村であったが、2006年3月20日、神埼町・千代田町と対等合併して市制施行し、神埼市となった。現在は全域が神埼市脊振町（せふりまち）となっている。

## 地理
佐賀県北部、脊振山地の中にある。北に脊振山があり、南に行くほど標高は低くなる。人口は城原川沿いに散らばる。
- 山岳: 脊振山 (1055m)
- 河川: 城原川

### 隣接していた市町村・行政区
佐賀県
- 神埼郡神埼町、吉野ヶ里町
- 佐賀市

福岡県
- 福岡市（早良区）

## 歴史
- 1869年（明治2年） 広滝・倉谷・岩屋が合併して広滝山村、一番ヶ瀬・服巻・久保山が合併して服巻山村、鹿路・鳥羽院・名尾が合併して鹿路山村がそれぞれ成立。
- 1889年（明治22年）4月1日　市町村制施行により広滝山村・服巻山村・鹿路山村(名尾を除く)が合併して脊振村成立。
- 1916年（大正5年）9月1日　17名の村の有力者が村長の徳川権七を襲撃する「脊振村騒擾事件」起こる[1]。
- 1936年（昭和11年）11月19日 飛行機が脊振山久保山地区に墜落。操縦者はパリ～東京間のスピード記録樹立を目指していたフランス人、アンドレ・ジャピーであり、村総出で救出活動が行なわれた[2]。
- 1996年（平成8年） ジャビーの出身地ボークール市と姉妹都市締結し、記念行事を行なう[3]。ボークールには「セフリ」という名の通りがある[4]。
- 2006年（平成18年）3月20日 - 神埼町・千代田町と対等合併し、市制施行して神埼市となり消滅。

## 経済

### 産業
農業では水稲と野菜が生産される。1959年、1400ヘクタールの村有林から毎年3000万円の収益があるとして、村議会は住民税の廃止を決議した。
| 第1次産業 | 311人 |
| 第2次産業 | 241人 |
| 第3次産業 | 486人 |

## 地域

### 教育
- 脊振村立脊振中学校
- 脊振村立脊振小学校

## 交通

### 空港
最寄り空港は福岡空港または佐賀空港。

### 鉄道
村内を鉄道路線は通っていない。最寄り鉄道駅はJR九州長崎本線神埼駅。

### バス路線
- 昭和自動車
  - 佐賀市 - 神埼町 - 脊振村 - 旧・三瀬村（佐賀市）

### 道路
主要地方道
- 佐賀県道21号三瀬神埼線
- 佐賀県道46号中原三瀬線
- 佐賀県道51号佐賀脊振線

一般県道
- 佐賀県道209号広滝大和富士線
- 佐賀県道273号藤原松瀬線
- 佐賀県道305号脊振山公園線

## 名所・旧跡・観光スポット・祭事・催事
- 高取山公園
- ふるさとロッジかじか
- 後鳥羽神社

承久の乱後、隠岐島に流された後鳥羽上皇がひそかに島を抜け出し、鳥羽院地区に身を寄せたという伝説がある。毎年2月22日の後鳥羽上皇の命日には祀りごとが行われている。